# Jeklena pljuča
Jeklena pljuča (tudi železna pljuča) je poljudni izraz za vrsto ventilatorja (predihovalnika), ki ustvarja negativen tlak v cilindrični posodi, v kateri je bolnik. Posoda obdaja večino bolnikovega telesa; tlak v njej se spreminja, kar stimulira dihanje. Omogoča predihavanje bolnikov, pri katerih je izgubljen nadzor nad dihalnimi mišicami ali kadar dihalni napor presega bolnikove sposobnosti (na primer pri boleznih, kot sta otroška ohromelost in botulizem, ter zastrupitvah z nekatetimi snovmi, kot so barbiturati ali tubokurarin).
V sodobni medicini je uporaba železnih pljuč nasplošno zastarela, zlasti zaradi razvoja novejših načinov mehanskega predihavanja ter izkoreninjenja otroške ohromelosti v večini sveta. Med pandemijo covida 19 leta 2020 je zanimanje za predihavanje z železnimi pljuči zopet oživelo, saj so predstavljala stroškovno ugoden nadomestek za ventilatorje s pozitivnim tlakom, ki jih je po drugi strani tudi možno razmeroma enostavno proizvajati. Zaradi velikega števila bolnikov, ki so potrebovali mehansko predihavanje, se je namreč pojavila bojazen, da bolnišnice ne bodo imele na voljo dovolj ventilatorjev.

## Zasnova in delovanje
Jeklena pljuča so običajno zasnovana kot naprava z vodoravno ležečo valjasto posodo, v katero položijo bolnika. Bolnikova glava v celoti štrli iz odprtine na koncu posode in je izpostavljena zunanjemu zraku, preostali del telesa pa je zaprt v posodi, kjer se zračni tlak nenehno spreminja (narašča in upada), s čimer se spodbudi dihanje.
Da se pri bolniku spodbudi vdih, se iz posode izčrpa zrak, kar povzroči rahel podtlak in posledično se bolnikova prsni koš in trebuh razširita. Bolnik skozi usta oziroma nos vdihne zrak (iz okolja zunaj posode) v pljuča. Nato tlak v posodi nekoliko naraste (ali se izenači s tlakom v prostoru zunaj posode), zaradi česar se prsni koš in trebuh pacienta delno sesedeta, kar iztisne zrak iz pljuč, in bolnik ga izdihne skozi usta in nos, v prostor zunaj posode.
Obstaja več različic naprave, na primer Drinkerjev ventilator, Emersonov ventilator in Bothov ventilator. Jeklena pljuča lahko delujejo na ročni ali mehanični pogon, najpogosteje pa delujejo na električni motor, ki je povezan z opno, nameščeno praviloma na nasprotni strani od odprtine za glavo.